# Edgar Demange
Edgar Demange (1841-1925) foi o advogado de Alfred Dreyfus no famoso caso Dreyfus. Foi seu advogado nos dois processos, o de 1894 e o de 1899.